# Xamarin
Xamarin è un'azienda produttrice di software statunitense con sede a San Francisco, California fondata nel maggio 2011 da ingegneri provenienti dai progetti Mono, Mono per Android e MonoTouch che sono implementazioni multipiattaforma di Common Language Infrastructure (Infrastrutture di linguaggio comune) e di Common Language Specifications (spesso chiamato Microsoft .NET).
Con un codice condiviso basato su C#, gli sviluppatori possono usare gli strumenti Xamarin per scrivere applicazioni native Android, iOS e Windows con interfacce utenti native e condividere il codice su diverse piattaforme. Xamarin ha oltre 1 milione di sviluppatori distribuito in più di 120 paesi nel mondo (Maggio 2015).
Il 24 febbraio 2016, Microsoft ha acquistato l'azienda, e dopo qualche mese, ha reso i prodotti Xamarin Studio gratuiti per sviluppatori e studenti.